# Marc Riboud
Marc Riboud (Saint-Genis-Laval, 24 de juny de 1923 – París, 30 d'agost de 2016) va ser un fotògraf francès especialitzat en periodisme fotogràfic que va entrar a formar part de l'agència Magnum el 1953.
Va ser el cinquè de set fills d’una família nombrosa de classe mitjana. En esclatar la Segona Guerra Mundial va combatre a la Resistència. Un cop acabada la guerra va començar estudis d'enginyeria a l'École Centrale de Lió el 1945.
Va aprendre fotografia de manera autodidacta a partir dels quinze anys, amb una càmera fotogràfica de la marca Vest Pocket Kodak que li va facilitar el seu pare. Va deixar de treballar d'enginyer el 1952 i va entrar a formar part de l'agència Magnum, després d'entrevistar-se amb Henri Cartier-Bresson i Robert Capa. Hi va realitzar els reportatges més importants de la seva carrera fins al 1979. La seva primera fotografia publicada a Life el 1953 va ser «Pintor a la Torre Eiffel»; una altra molt coneguda es titulava «Noia oferint una flor als soldats» de 1967, després d'una important manifestació contra la guerra de Vietnam. També va ser dels primers fotògrafs occidentals que va poder entrar a la Xina el 1957 i gairebé l'únic occidental que va realitzar reportatges de la guerra de Vietnam des de Vietnam del Nord.
La seva obra pot enquadrar-se en la fotografia humanista tant pels temes que tracta com per la seva intenció fotogràfica amb la qual pretén «comunicar i compartir els seus sentiments cap als altres». D'aquesta manera, mentre d'una banda realitza fotografies de la guerra a Vietnam i la revolució cultural xinesa, per una altra reflecteix aspectes de la vida quotidiana a ciutats com Fes, Angkor, Shaanxi o Benarés.
Va publicar nombrosos llibres i va exposar el seu treball a nombroses ciutats del món. El 2003 va rebre el premi Cornell Capa dels Infinity Awards.
S'han realitzat diverses exposicions retrospectives del seu treball com la de 1997 a Nova York i la del 2005 a París.

## Unes exposicions destacades
- 2010 Au jardin de Krishna Riboud, Musée des Arts Asiatiques, París
- 2011 I comme Image, Maison européenne de la photographie, París
- 2012 Durant les Dies del Patrimoni’, Saint-Genis-Laval
- 2014-2015 Marc Riboud – Début du siècle, Consell Regional de Roine-Alps
- 2014 De grâce un geste – Musée d'art moderne Anacréon, Granville